# 北海巨妖
《北海巨妖》﹙ Kraken: Tentacles of the Deep，又名 Deadly Water ﹚是一套2006年由 Nu Image Films和Brightlight Pictures兩間商業公司攝錄的電影。該電影被劃分歸屬於恐怖電影，既是B級片，又屬於電視電影。
該片首先於美國Sci Fi 頻道播放，2006年9月23日首播，導演是Tibor Takács 。參演者計有 Charlie O'Connell、Victoria Pratt 和 Jack Scalia 。電影情節主要是一群由海洋生物學家、船員及尋寶匪徒組成的探險隊伍。在航程過程中，尋找遺失的 Trojan 寶藏，同時與巨大烏賊鬥爭。
《北海巨妖》被影評人批評得一文不值，理由是特技、情節牽強，而動物有名無實，相關場面不足。 